# سفارت ایران در برلین

سفارت ایران در برلین در خیابان پودبیلسکی (به آلمانی Podbielskiallee) شماره ۶۵ تا ۶۷ منطقه دالم (به آلمانی Dahlem) واقع شده‌است. روابط بین ایران و آلمان بجز مقاطعی در جنگ‌های جهانی و اشغال ایران توسط متفقین برقرار بوده‌است.
بخش کنسولی نیز در ساختمان سفارت واقع شده‌است. علاوه بر سفارت ایران در برلین، ایران سه کنسولگری دیگر نیز در آلمان در شهرهای مونیخ، هامبورگ و فرانکفورت دارد.
مجید نیلی احمدآبادی، سفیر کنونی ایران در برلین می‌باشد.

## نگارخانه سفارت ایران در برلین

سفارت ایران در برلین
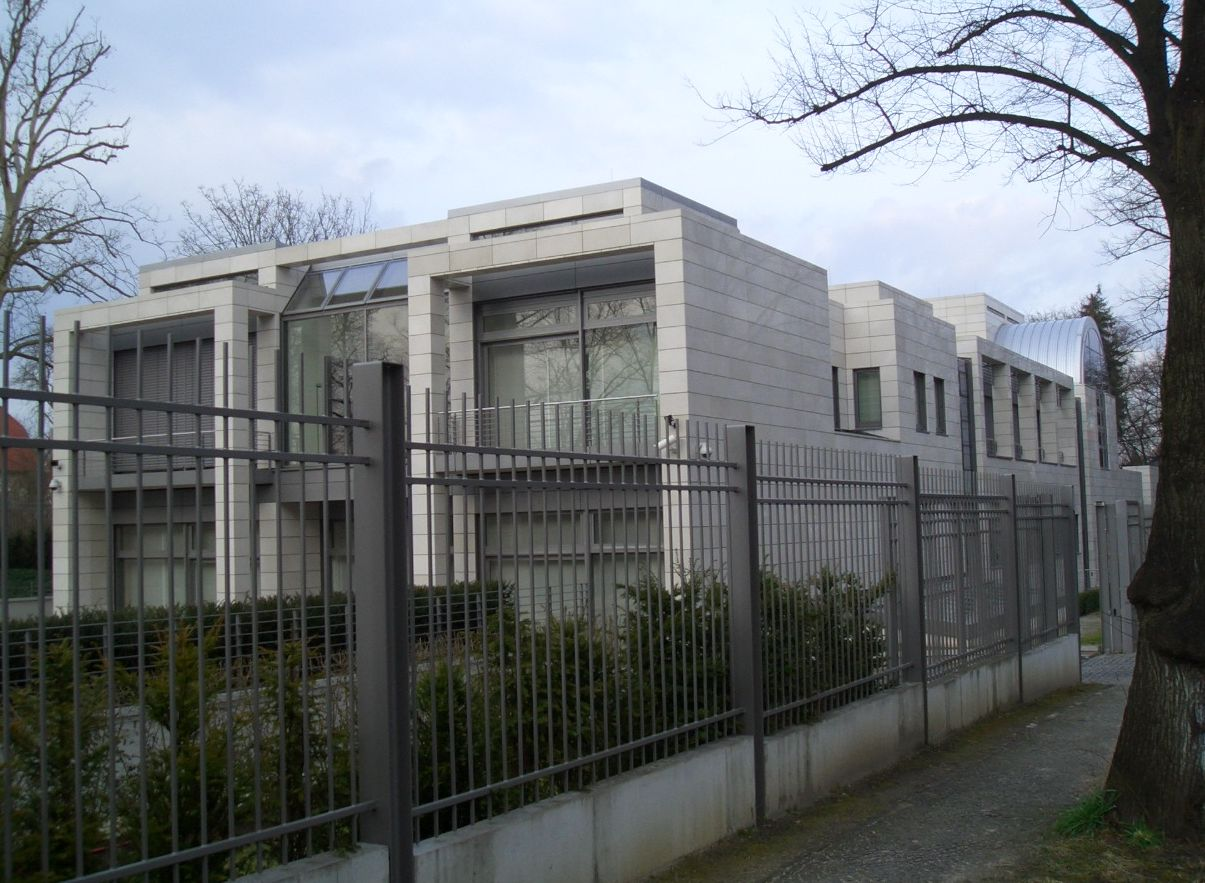
پرونده:Iran_Embassy_Berlin2_-_Mutter_Erde_fec.jpgنمای جنوبی ساختمان سفارت
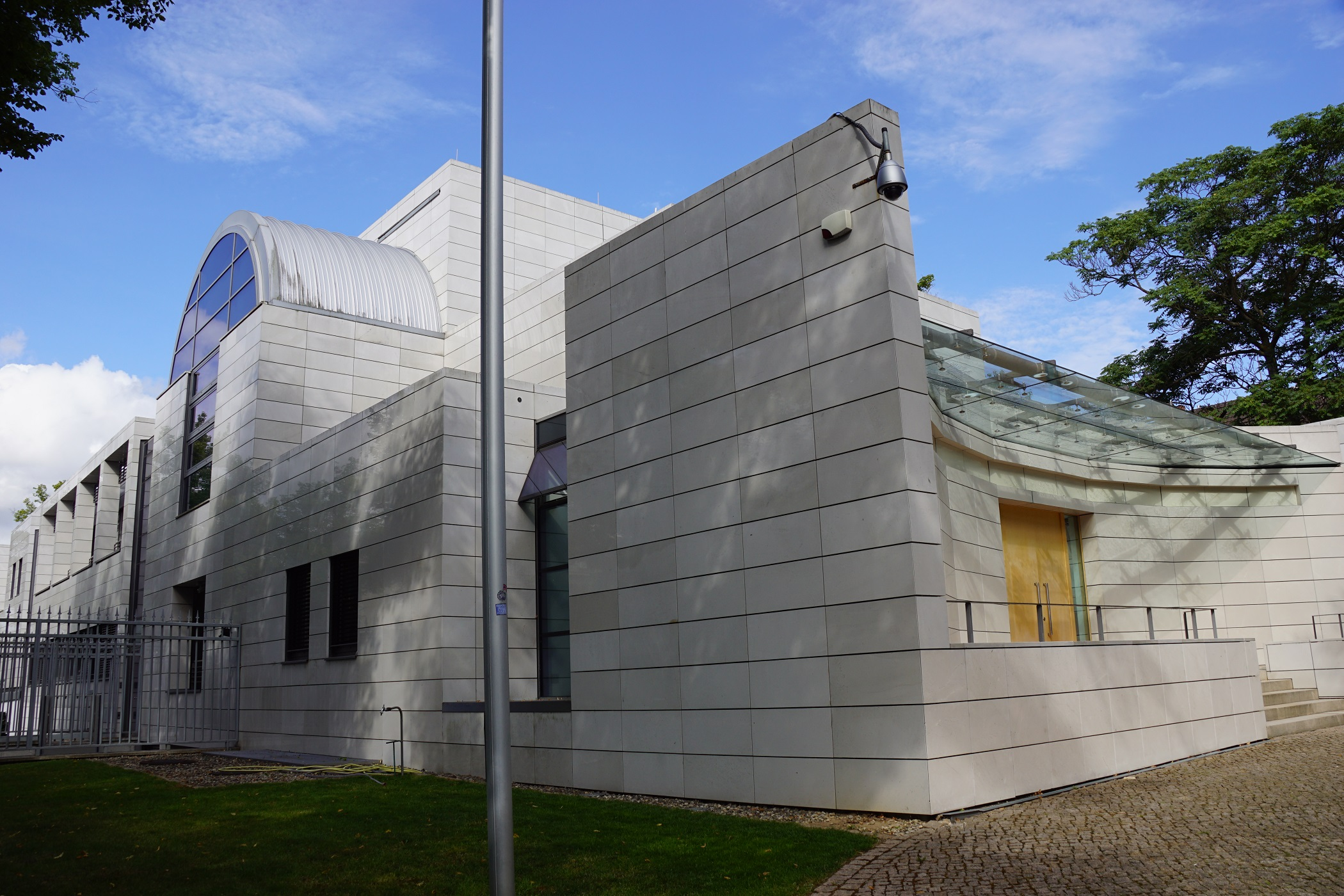
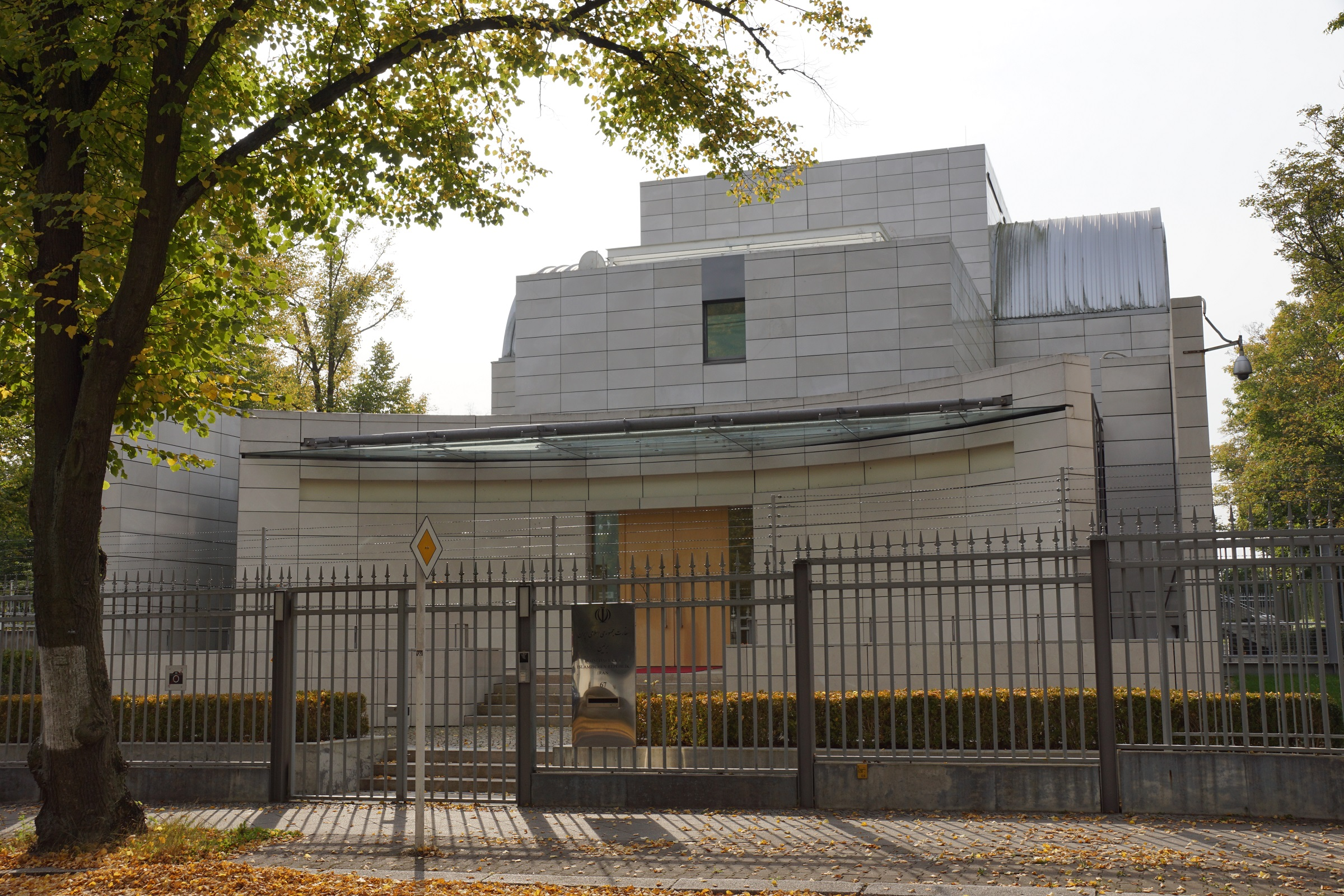
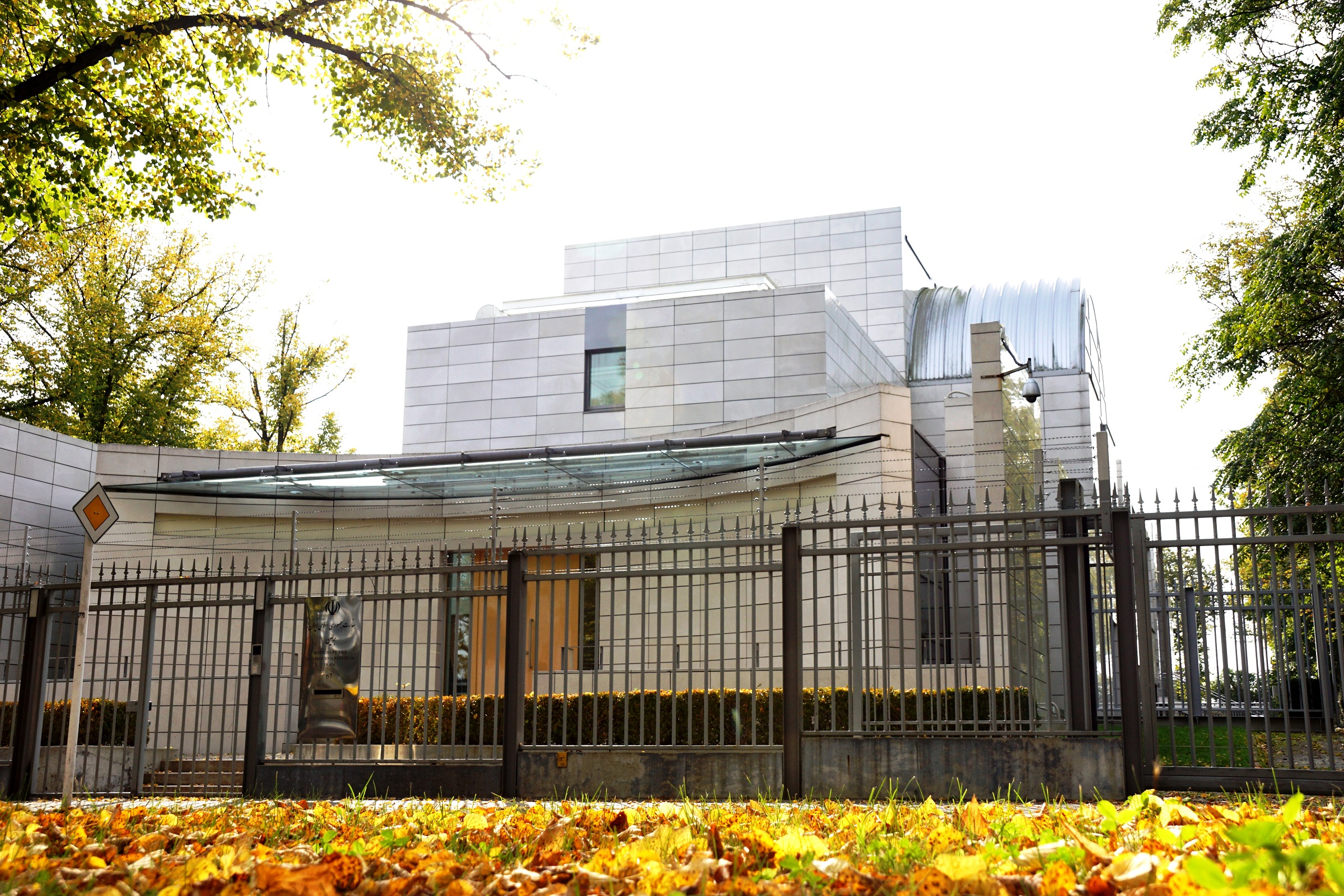
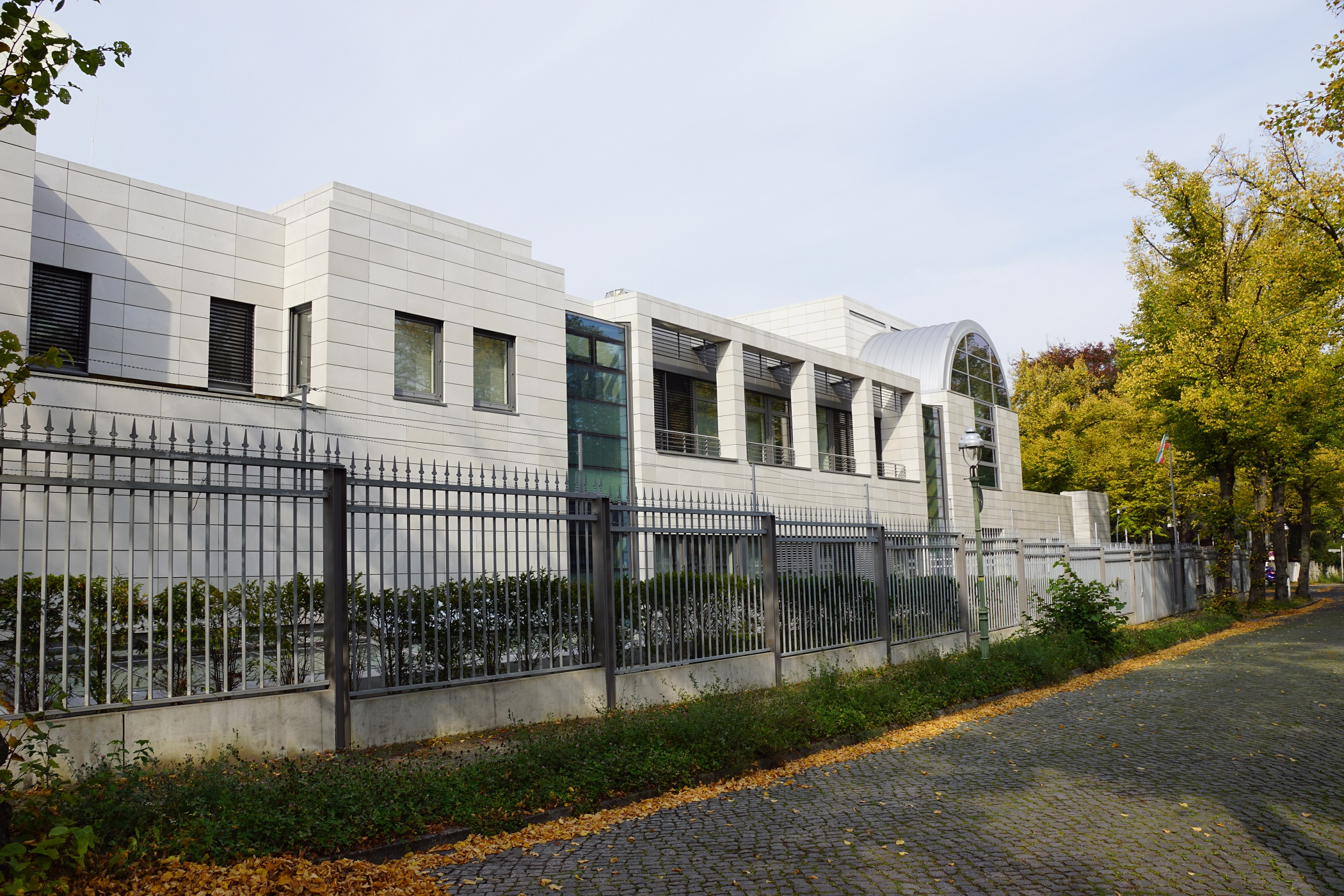
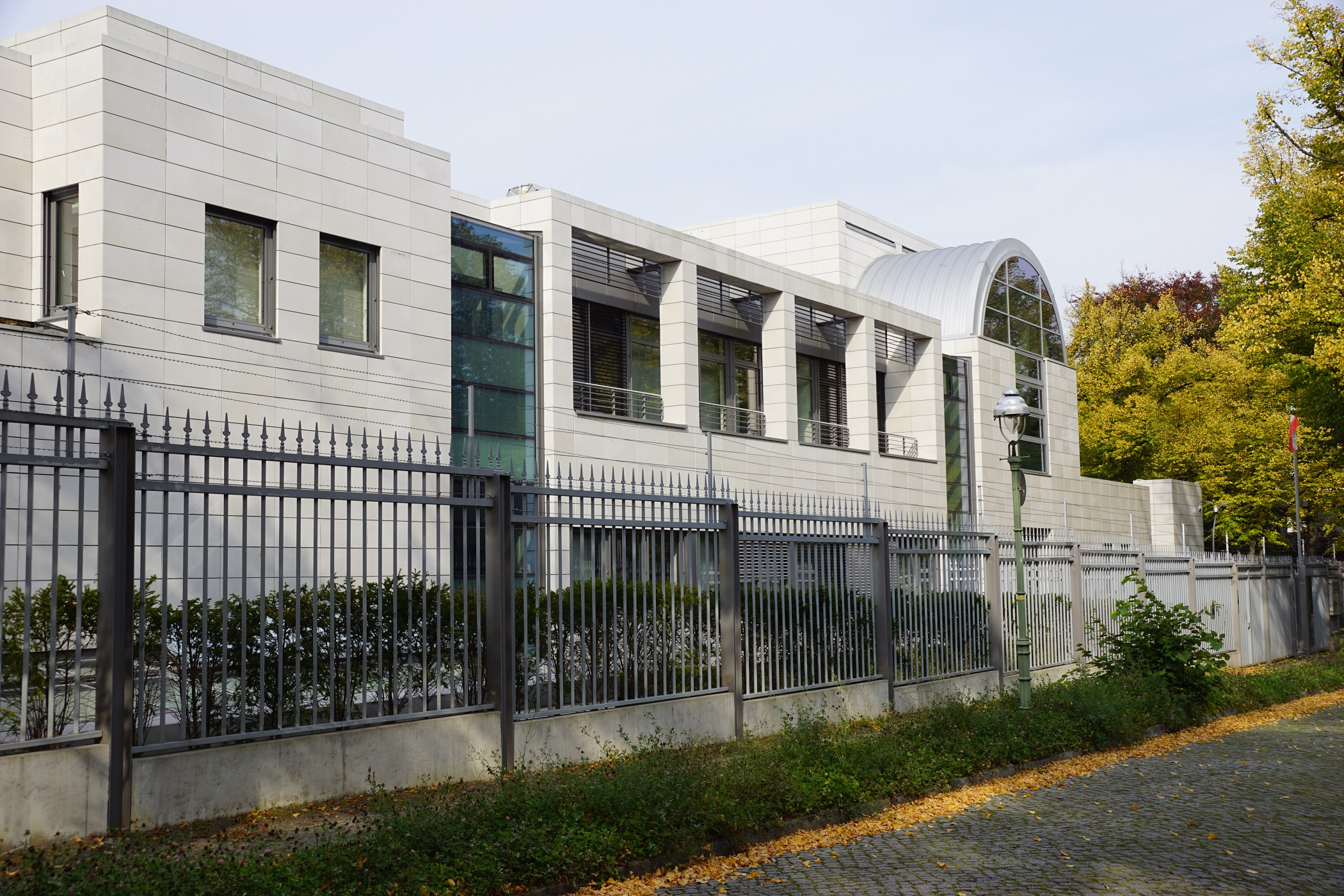
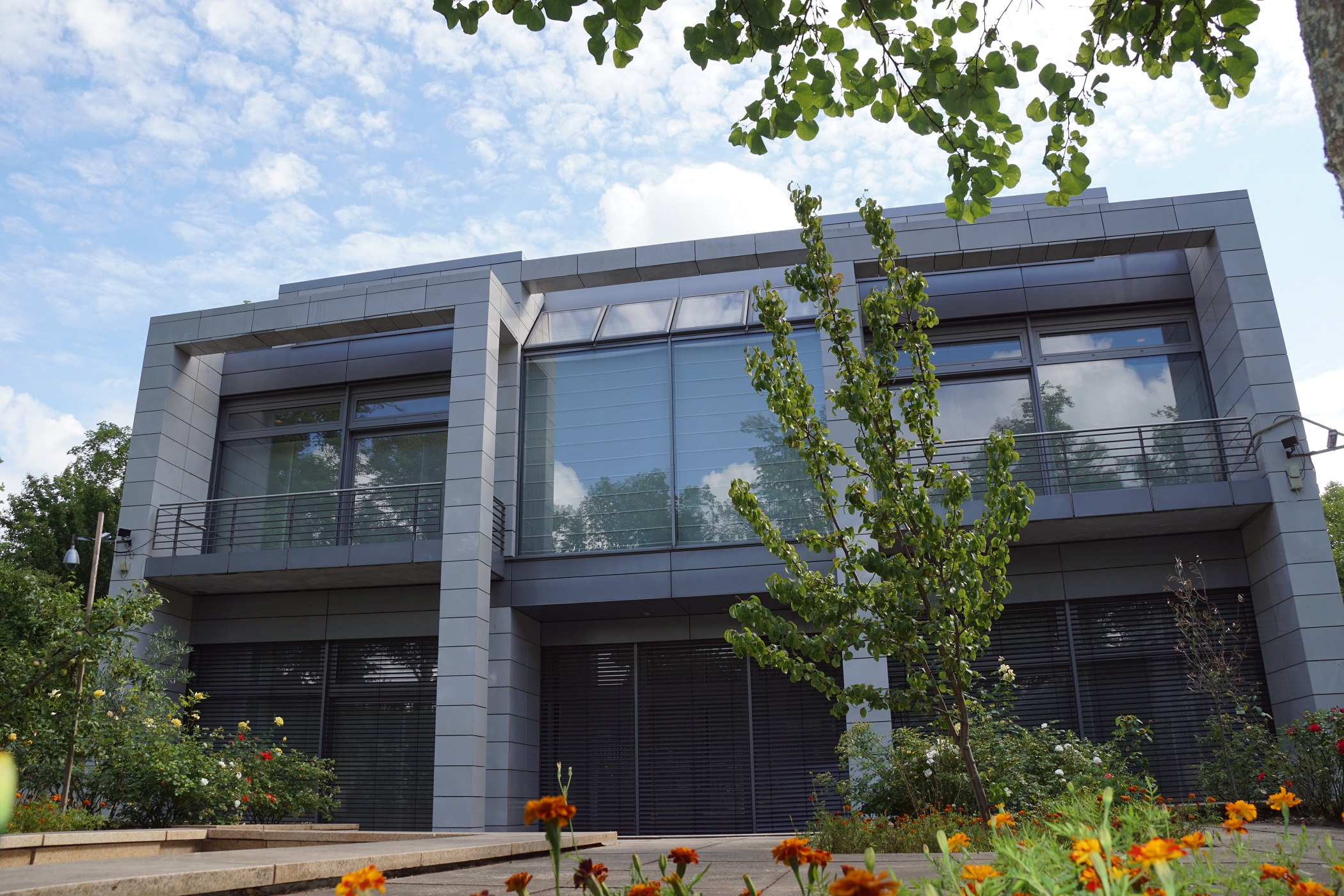
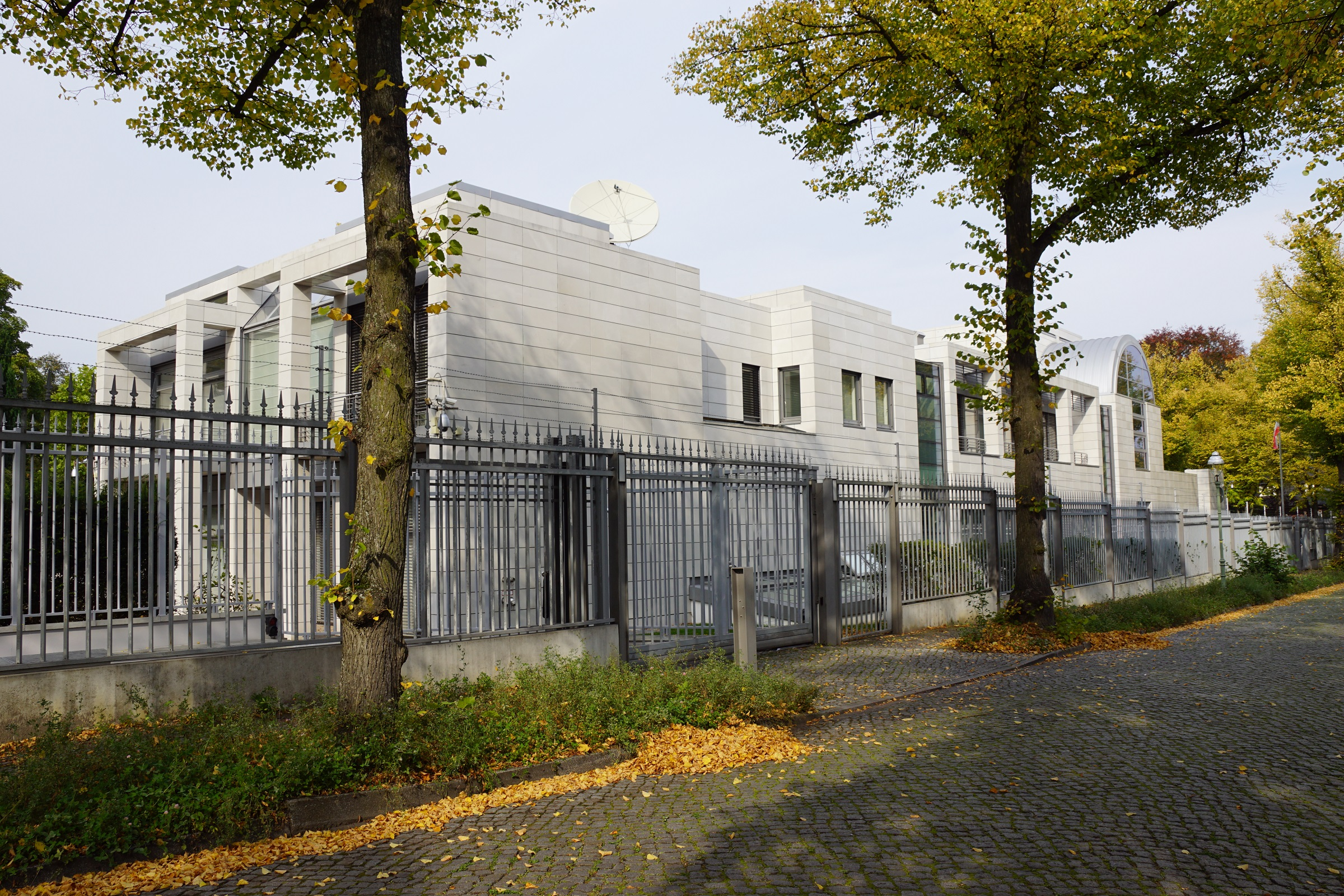
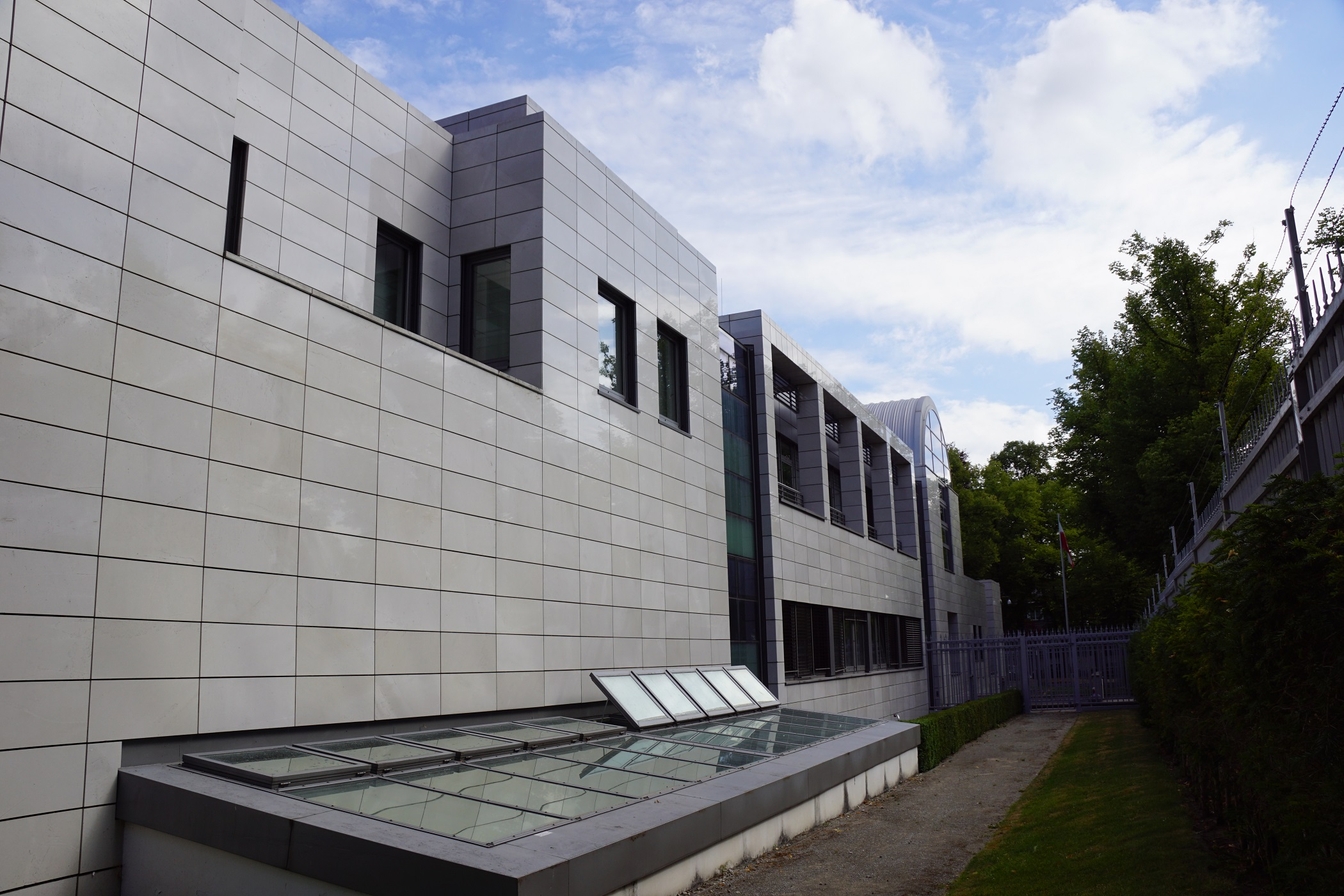
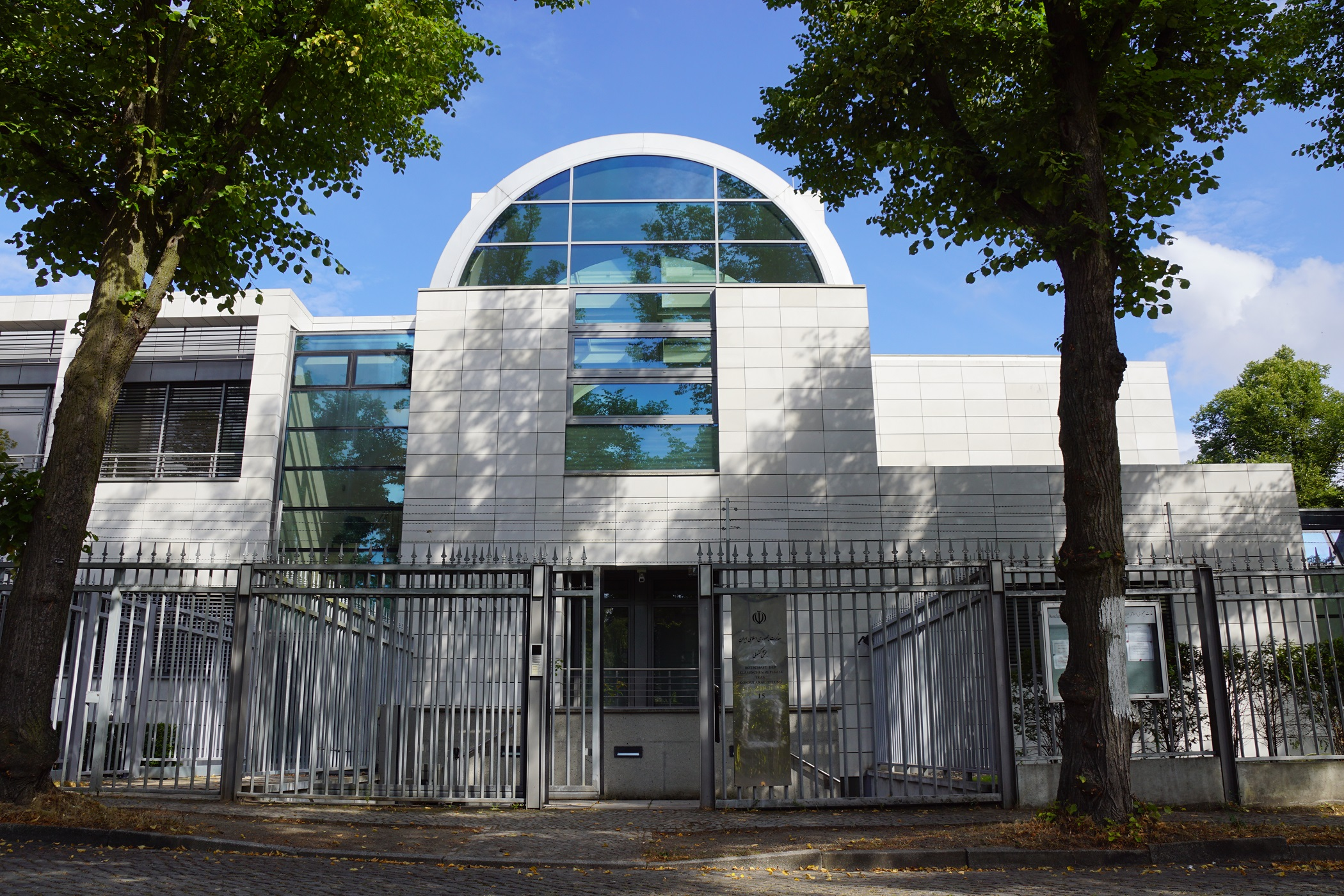

- پرونده:Iran-Botschaft-Berlin-1.jpg
- پرونده:Iran-Embassy-Berlin-3.jpg
- پرونده:Iran-Embassy-Berlin-4.jpg
- پرونده:Iran-Embassy-Berlin-1.jpg
- پرونده:Iran-Botschaft-Berlin-3.jpg
- پرونده:Iran-Embassy-Berlin-2.jpg
- پرونده:Iran-Embassy-Berlin-5.jpg
- پرونده:Iran-Botschaft-Berlin-2.jpg
- پرونده:Iran-Botschaft-Berlin-4.jpg
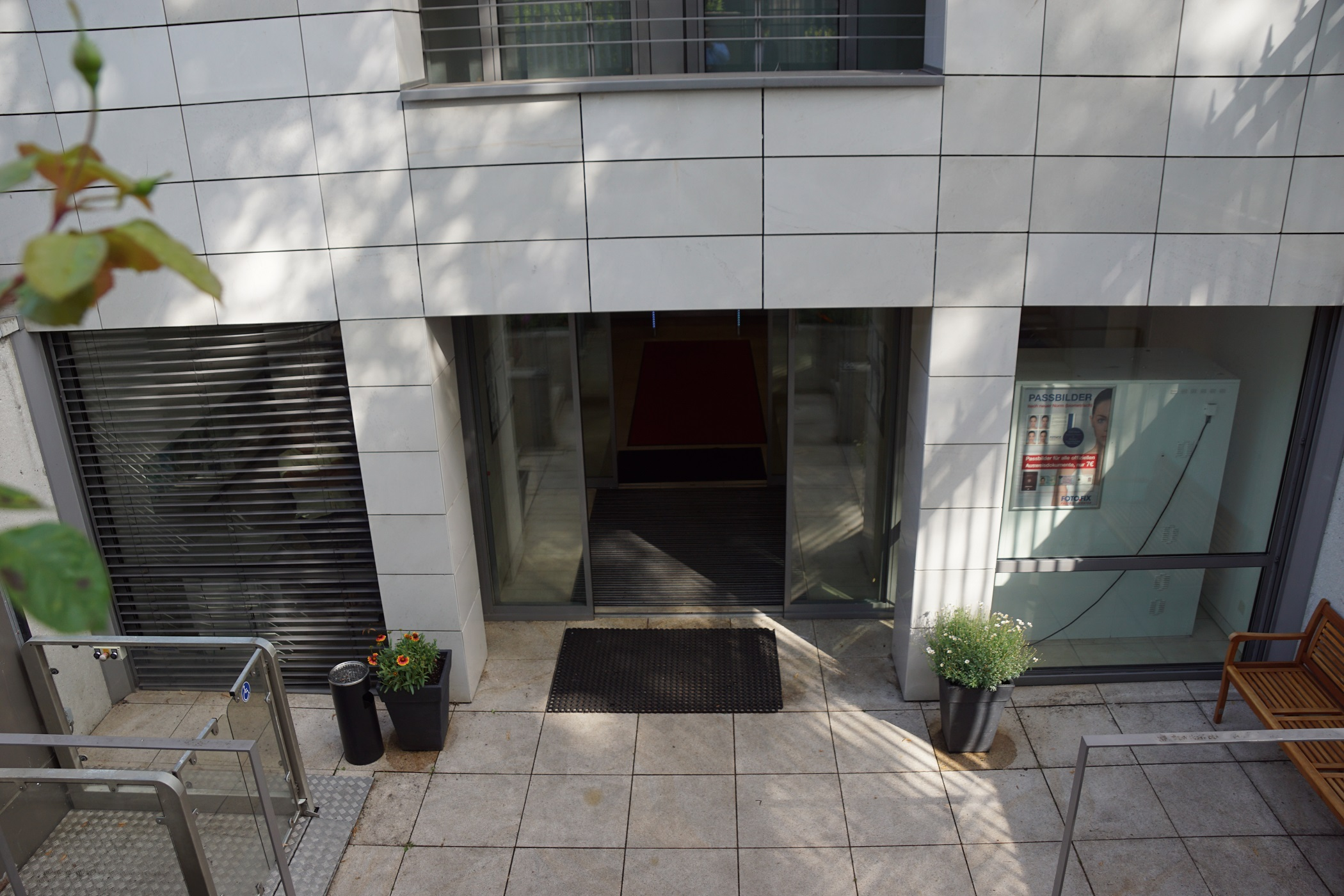
پرونده:Iran-Botschaft-Berlin-5.jpgسفارت ایران در برلین